# 扎萨克扎萨克图郡王
科尔沁右翼前旗扎萨克多罗扎萨克图郡王为清朝内扎萨克蒙古科尔沁右翼前旗的世袭扎萨克多罗郡王。清崇德元年（1636年）皇太极封布达齐为扎萨克多罗扎萨克图郡王，诏世袭罔替。民國初年，該旗札薩克被廢除，滿洲國於1932年改設旗長。

## 扎萨克扎萨克图郡王世系
| 世代     | 姓名           | 年份           | 备注                 |
| -------- | -------------- | -------------- | -------------------- |
| 第一代   | 布达齐         | 1636年－1644年 | 翁果岱之子，奧巴之弟 |
| 第二代   | 拜斯噶勒       | 1644年－1657年 | 布达齐子             |
| 第三代   | 鄂齐尔         | 1657年－1718年 | 拜斯噶勒子           |
| 第四代   | 萨祜拉克       | 1718年－1731年 | 鄂齐尔子             |
| 第五代   | 沙津德勒格尔   | 1731年－1749年 | 萨祜拉克子           |
| 第六代   | 纳旺色布腾     | 1749年－1784年 | 沙津德勒格尔子       |
| 第七代   | 喇什端罗布     | 1784年－1798年 | 纳旺色布腾子         |
| 第八代   | 敏珠尔多尔济   | 1798年－1834年 | 喇什端罗布子         |
| 第九代   | 索特那木伦布木 | 1834年－1867年 | 敏珠尔多尔济子       |
| 第十代   | 达特巴扎木苏   | 1867年－1873年 | 索特那木伦布木子     |
| 第十一代 | 根敦占散       | 1873年－1881年 | 达特巴扎木苏嗣子     |
| 第十二代 | 乌泰           | 1881年－1920年 | 根敦占散之兄         |